# Franz Jakob Hoffmann
Franz Jakob Hoffmann, auch Franz Hoffmann, Jakob Hoffmann oder Jacob Hoffmann (* 4. Juni 1851 in Frankfurt am Main; † 5. Juni 1903 in Oberursel), war ein deutscher Landschaftsmaler.

## Leben
Franz Jakob Hoffmann lebte als Landschaftsmaler in Frankfurt am Main und war Mitglied der Kronberger Malerkolonie. In den Jahren von 1868 bis 1873 war er Schüler seines Vaters, des Landschaftsmalers Heinrich Adolf Valentin Hoffmann. Anschließend soll er bis 1878 an den Kunstakademien von München und Düsseldorf studiert haben, doch führen ihn die Schülerlisten dieser Akademien nicht auf.